# Necremnus iphinoe
Necremnus iphinoe är en stekelart som först beskrevs av Walker 1847.  Necremnus iphinoe ingår i släktet Necremnus och familjen finglanssteklar. Inga underarter finns listade i Catalogue of Life.